# Xixuthrus terribilis
Xixuthrus terribilis là một loài bọ cánh cứng trong họ Cerambycidae.